# كهف بادانج
كهف بادانج (بالبوسنوية: Pećina Badanj)‏ يقع الكهف في قرية بوروجيفي بالقرب من بلدة استولاك، البوسنة والهرسك. هذا الكهف الصغير إلى حد ما لفت انتباه الجمهور بعد اكتشاف في عام 1976 لنقوش الكهوف، والتي تعود إلى ما بين 12.000 و16.000 قبل الميلاد.

## للقراءة المتعمقة
- Ivan Lovrenović 2001. Bosnia: a cultural history. New York. New York University Press. p. 13